# Denez Prigent
Denez Prigent (17 de febrero de 1966) es un cantante francés oriundo de  Santec, en Finistère. Denez ha grabado 5 discos y también dos dúos con Lisa Gerrard.

## En el cine
La primera canción del álbum Irvi es Gortoz A Ran grabado en conjunto con Lisa Gerrard y a petición del director de cine Ridley Scott fue usado en el film Black Hawk Down.

## Álbumes
- (1992) Ha Daouarn
- (1993) Ar Gouriz Koar (La ceinture de cire) (reeditado en 1996)
- (1997) Me' Zalc'h Ennon Ur Fulenn Aour (Je garde en moi une étincelle dorée)
- (2000) Irvi (Chemins d'écume)
- (2002) Live Holl a-gevret!
- (2003) Sarac'h (Bruissement du vent dans le feuillage)
- (2015) Ul liorzh vurzudhus - An enchanting garden
- (2016) In unison with the stars: A-unvan gant ar stered